# Genista acanthoclada
Genista acanthoclada är en ärtväxtart som beskrevs av Dc. Genista acanthoclada ingår i släktet ginster, och familjen ärtväxter.

## Underarter
Arten delas in i följande underarter:
- G. a. acanthoclada
- G. a. echinus

## Bildgalleri

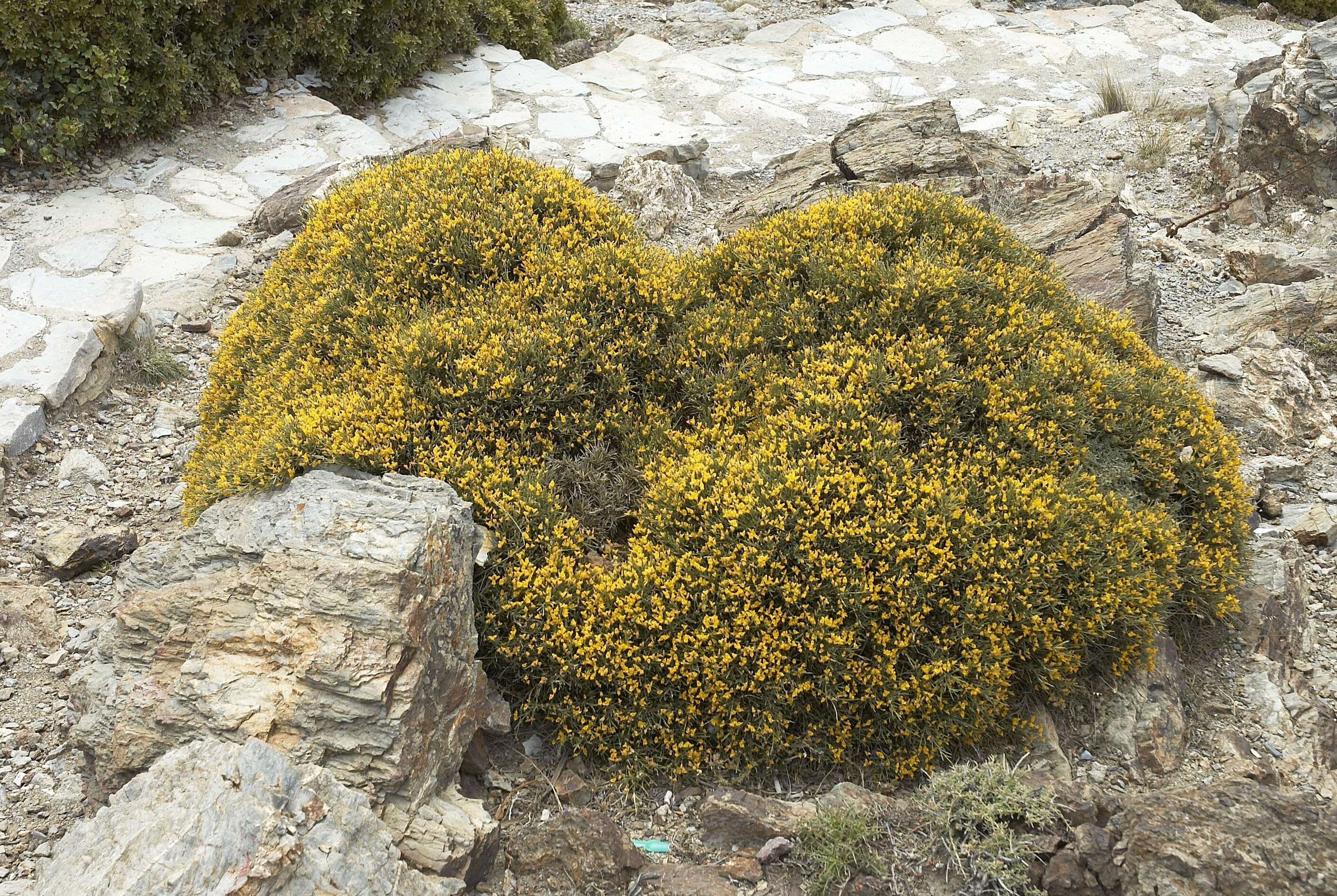
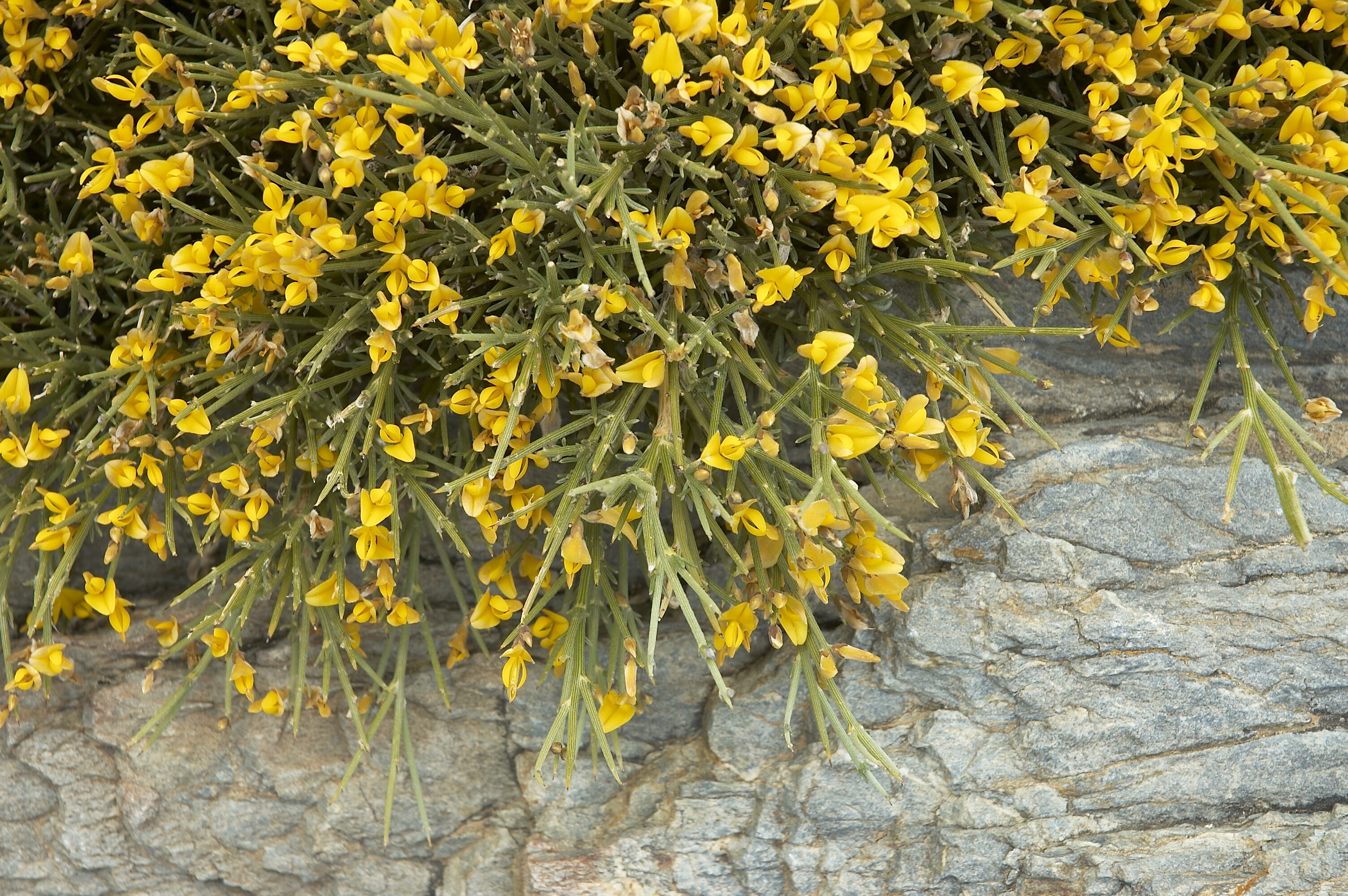
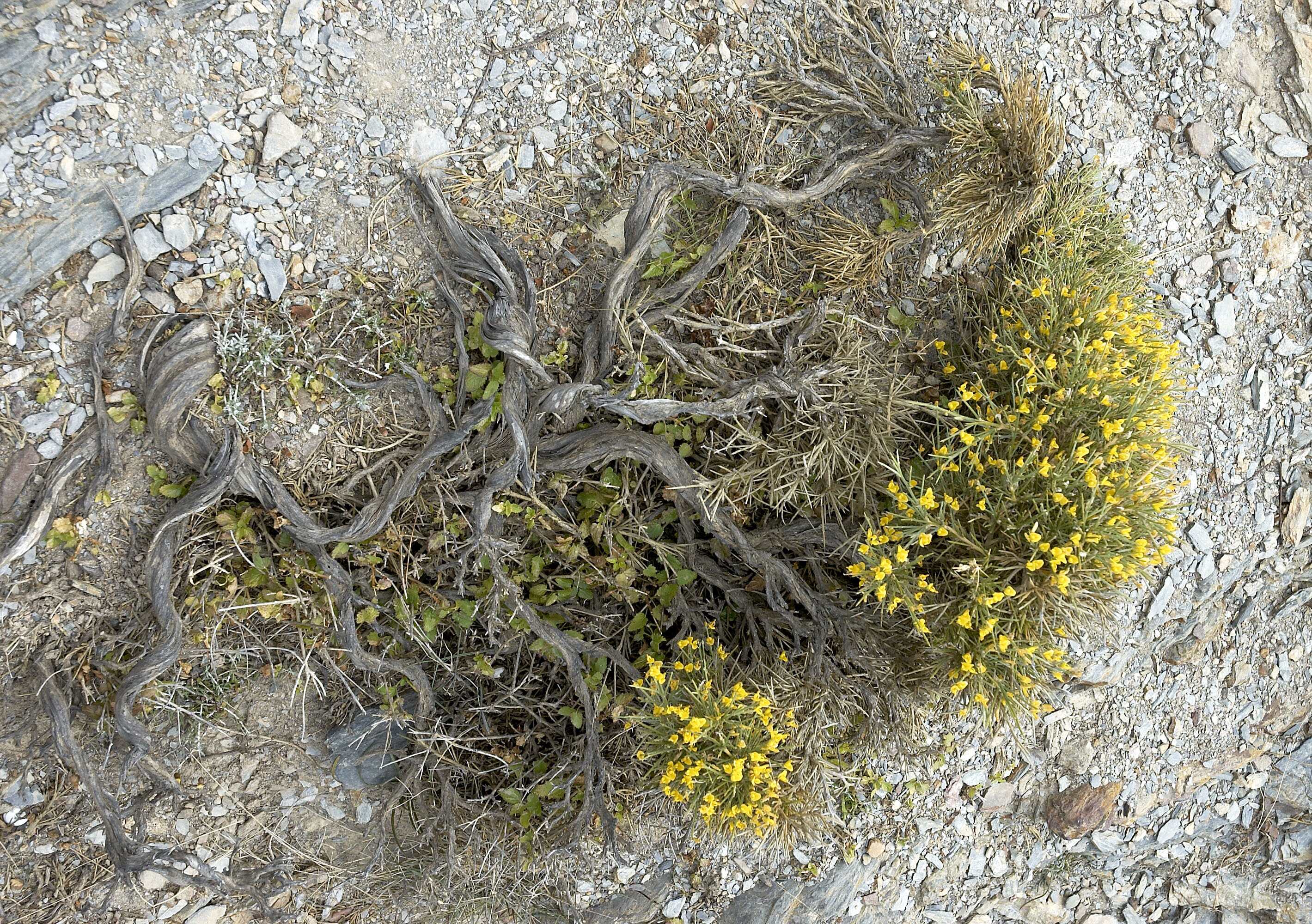
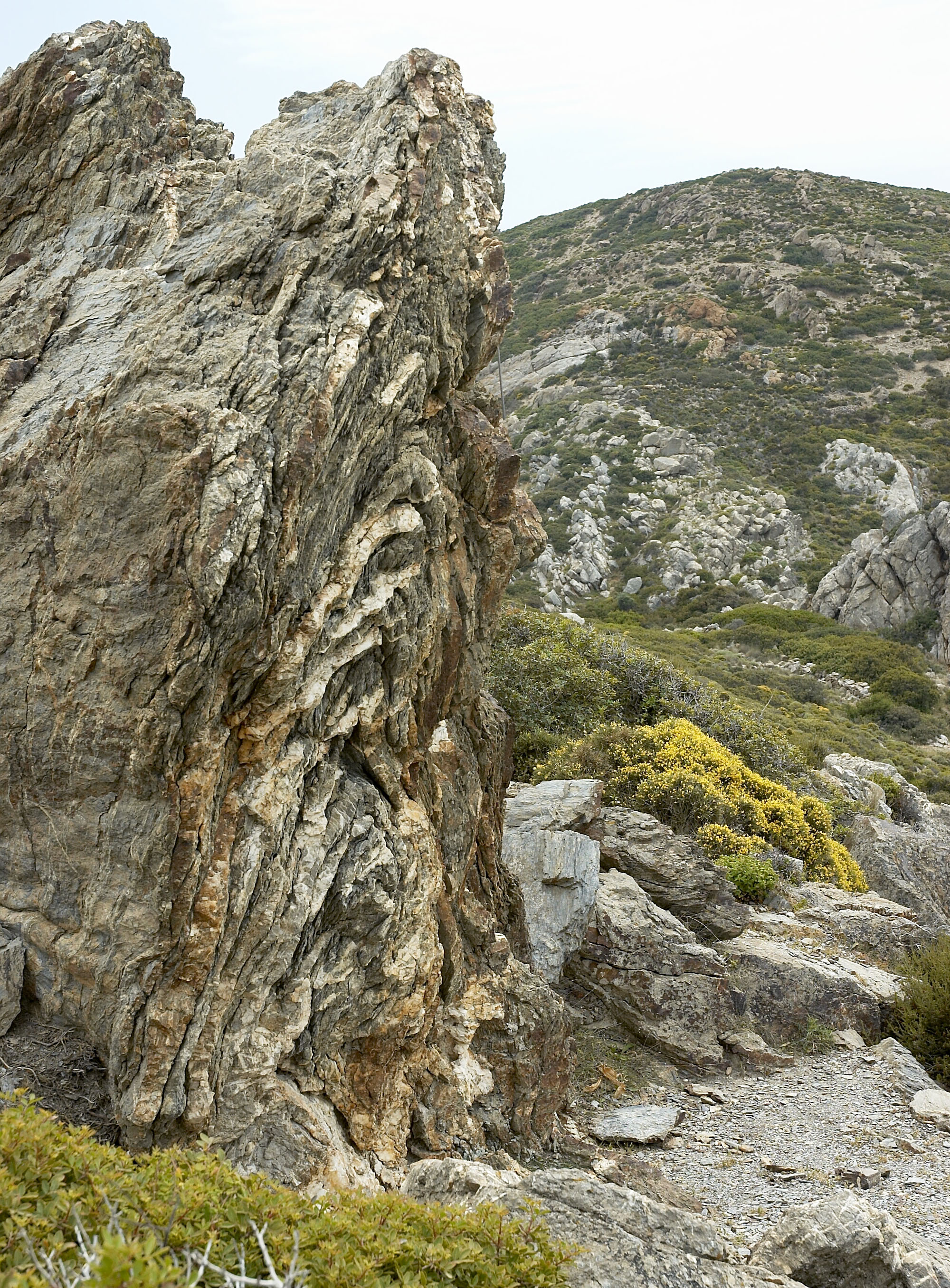
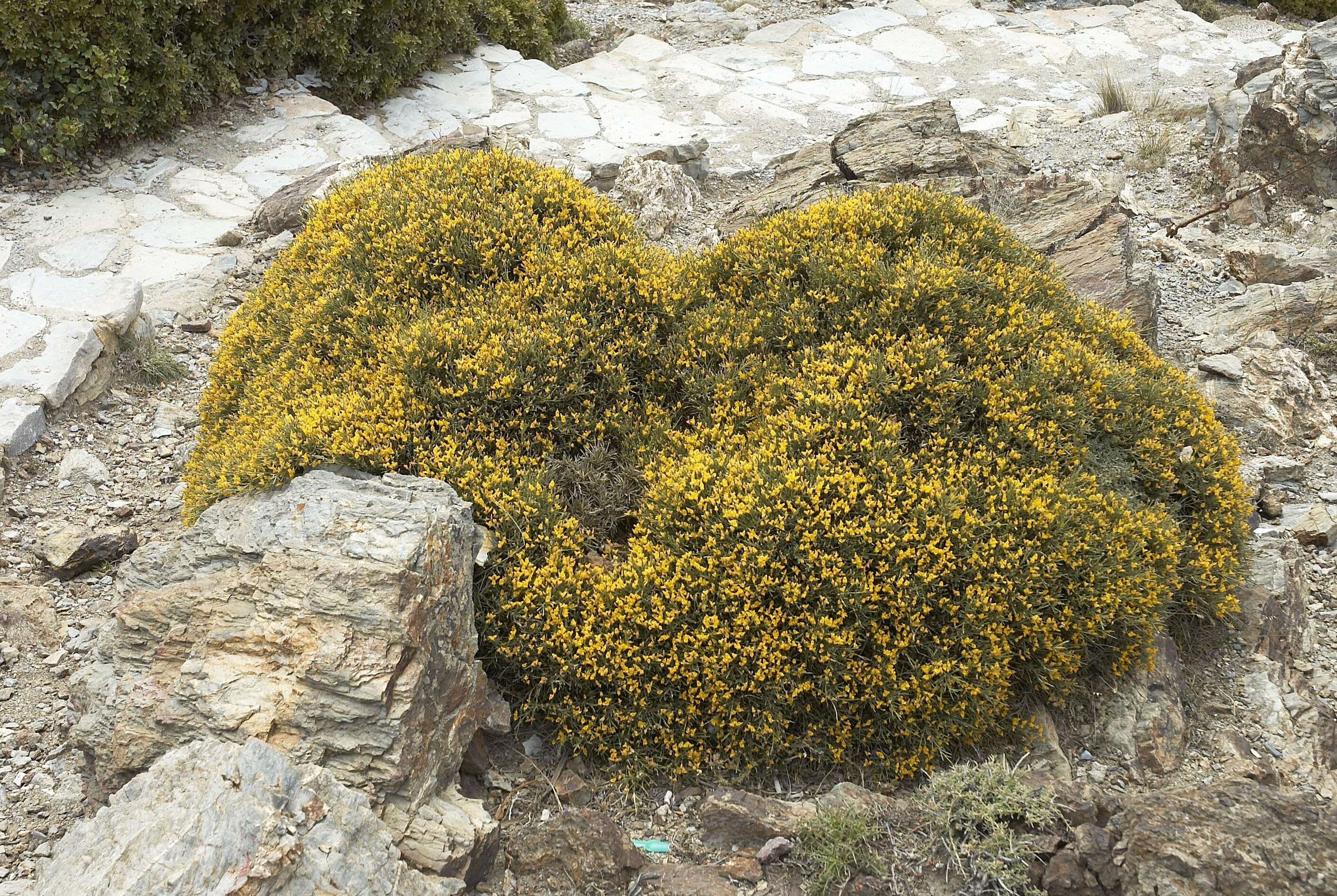
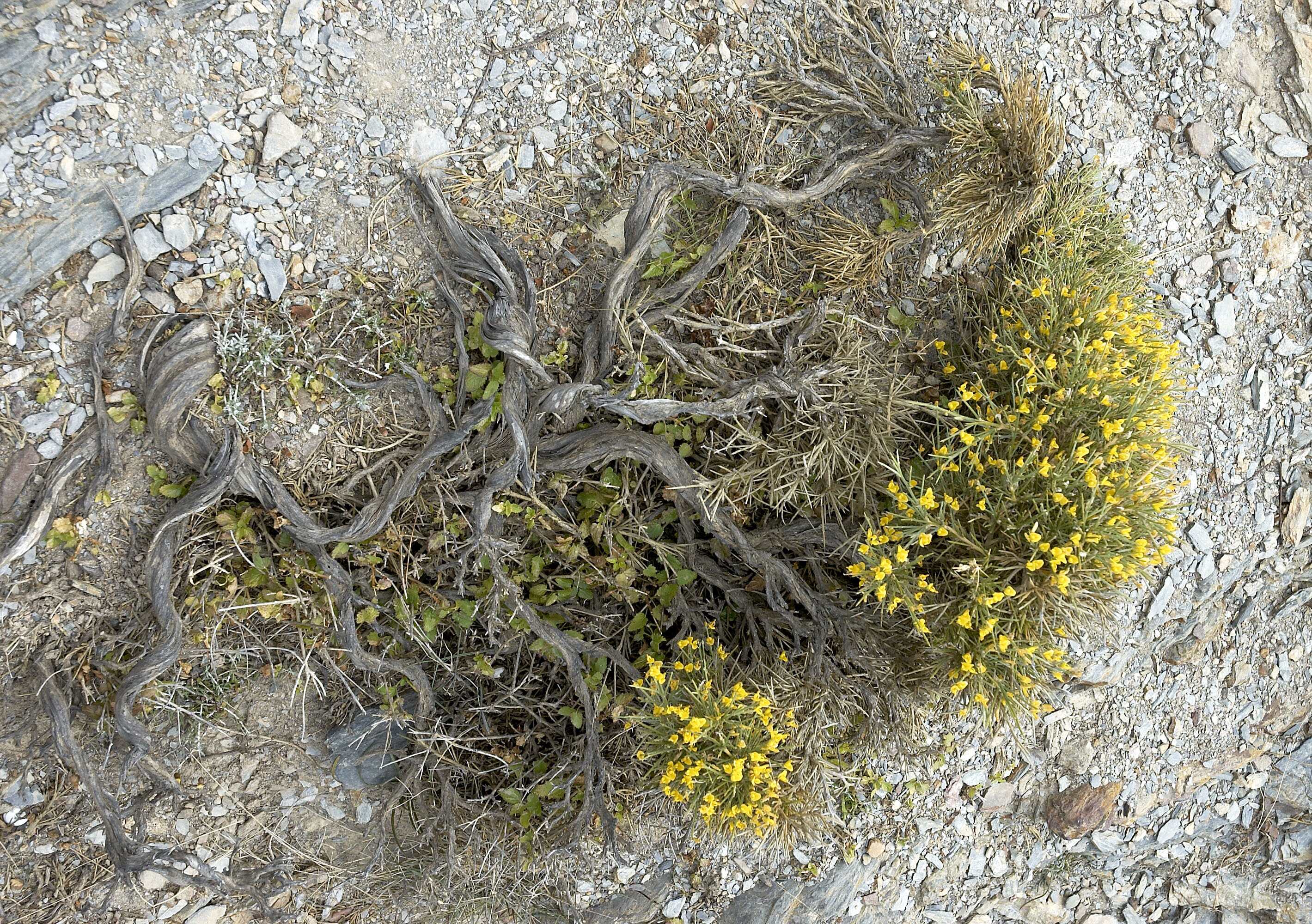